# Gerhard Grevenbruch
Gerhard Grevenbruch ou Grevenbroich était éditeur et imprimeur à Cologne, actif entre 1583 et 1633.
Il est surtout connu pour avoir publié des œuvres de musique renaissance et baroque : Jean-Baptiste Besard, Adriano Banchieri, Juan Blas de Castro, Adrianus Denss.